# Isostasius affinis
Isostasius affinis är en stekelart som först beskrevs av Förster 1861.  Isostasius affinis ingår i släktet Isostasius och familjen gallmyggesteklar. Inga underarter finns listade i Catalogue of Life.